# Clitoria woytkowskii
Espèce
Statut de conservation UICN

 VU D2 : Vulnérable
Clitoria woytkowskii est une espèce de plantes à fleurs de la famille des Fabaceae.

## Publication originale
- Sida 9(4): 293–294, f. 1. 1982.